# Code du sport (France)
Ne doit pas être confondu avec code du sportif.
Le code du sport français appartient à l'ensemble des codes spécialisés constitutifs du droit civil.
En 2004, le ministère de la Jeunesse, des Sports et de la Vie associative a souhaité s'inscrire dans la démarche globale de l'État français tendant à améliorer l'accessibilité et d'intelligibilité de la loi.
Cette volonté s’est traduite par voie d’ordonnance (article 84 de la loi n°2004-1343 du 9 décembre 2004 de simplification du droit). Le code du sport remplace plusieurs lois françaises, en particulier la loi no 84-610 du 16 juillet 1984 relative au développement des activités physiques et sportives. 
Il procède par ailleurs à la recodification de certaines dispositions précédemment contenues dans le code de l'éducation (sur le sport scolaire et universitaire) et dans le code de la santé publique (sur le dopage). 
Le code du sport ainsi créé (par la méthode de la codification à droit constant), comprend quatre livres :
- Organisation des activités physiques et sportives[1]
- Acteurs du sport (sportifs, arbitres, entraîneurs, encadrement des clubs et enseignants hors éducation nationale) [2]
- Les différents modes de pratique sportive, la sécurité et l’hygiène des lieux de pratique, ainsi que l’organisation et l’exploitation des manifestations sportives[3]
- Le financement du sport et l’application du code aux collectivités territoriales d’outre-mer[4].

La partie législative a été publiée en annexe à l’ordonnance no 2006-596 du 23 mai 2006 relative à la partie législative du code du sport, et est consultable sur Légifrance.
La partie règlementaire a été publiée en annexe aux décrets no 2007-1132 et 2007-1133 du 24 juillet 2007.